# Signore e signori, buonanotte
Signore e signori, buonanotte és una pel·lícula òmnibus satírica italiana de 1976 dirigida per Agenore Incrocci, Leo Benvenuti, Luigi Comencini, Piero De Bernardi, Nanni Loy, Ruggero Maccari, Luigi Magni, Mario Monicelli, Ugo Pirro, Furio Scarpelli i Ettore Scola, units en la Cooperativa 15 maggio. El film es tracta d'una paròdia fortament crítica a un dia imaginari en televisió, amb comercials, recerques periodístiques, drames, programació infantil i un noticiari en el fictici canal TG3 (que posteriorment es fundaria com a noticiari en la Rai 3), que actua com a fil conductor.
La sàtira està dirigida cap a la corrupció política, l'exèrcit, l'Església catòlica, la televisió, els mals de la qual es denuncien a través de la seva representació exagerada, grotesca i paradoxal.

## Trama
El locutor del fictici canal TG3, Paolo T. Fiume (Marcello Mastroianni), informa les notícies més increïbles, exposa reportatges investigats per ell mateix, incloent-hi l'entrevista a un ministre corrupte que es defensa secundant la llei del més fort i de la legitimitat dels electors que van votar per ell precisament perquè és així; mostra el vídeo difós pels segrestadors del advocat Agnelli en el qual el segrestat afirma que el rescat del multimilionari es pagarà retenint uns dies de sou a tots els seus treballadors; coqueteja amb el seu jove assistent (Monica Guerritore), a més d'interrompre constantment la transmissió per a discussió amb la direcció del canal.
La notícia s'intercala amb els següents programes:
- Una lingua per tutti - La lezione d'inglese (televisió educativa): una inusual lliçó d'anglès, en la qual la mestra recita els noms de les diferents parts del cos en anglès, fins i tot mostrant els sins i les natges nues; per a després passar a una escena on un agent de la CIA (Vittorio Gassman) assassina a un dignatari de raça negra davant d'una ambaixada. Després d'això, la mestra resulta ser també una agent secreta i elimina a l'atacant.
- La bomba (telefilm): una comissaria és evacuada per sospita de bomba; però, quan els esquadrons de bombes descobreixen que és una falsa alarma, l'alta policia no vol admetre l'error, perquè han vist com l'episodi està millorant la consideració de la policia en l'opinió pública i no estan disposats a arruïnar això. Després obtenen un artefacte explosiu real, però explota abans que puguin abandonar l'edifici, causant la seva mort.
- Una città allo specchio - Trittico napoletano:
  - Sinite parvulos (periodisme de recerca): a Nàpols, el bisbe recompensa a diversos nens. També es recompensa a un nen que es veu obligat a treballar per mantenir als seus vuit germans perquè la seva mare està malalta i el seu pare està aturat. Després de tornar a casa, se suïcida saltant des d'un balcó.
  - Mangiamo i bambini (entrevista): per combatre el problema de la superpoblació, el professor Schmidt (Paolo Villaggio), enfront d'una incrèdula interlocutora, proposa seriosament menjar-se als nens pobres, inspirant-se en el que Jonathan Swift va argumentar al seu text Una modesta proposició.
  - Da malata a convalescente (panell de discussió): Paolo T. Fiume actua com a moderador amb quatre dels últims administradors de Nàpols, curiosament tots amb el mateix cognom, El Bove, als qui no pot fer preguntes dels espectadors, perquè són només una sèrie d'insults contra aquests polítics corruptes. Al final, ells perden el control i es mengen literalment la ciutat de Nàpols, en una reconstrucció de torró, i fins i tot roben el rellotge del periodista.
- Il generale in ritirata: mentre espera desfilar en una desfilada militar, un general (Ugo Tognazzi) satisfà les seves necessitats físiques en un vàter, però el mal funcionament d'aquest un increïble crescendo d'inconvenients, que culmina amb la pèrdua de decoracions pel desguàs; desesperat, el soldat se suïcida amb la seva pròpia arma.
- L'ispettore Tuttumpezzo (televisió infantil): un íntegre policia (Gassman) va a la vila d'un poderós corrupte (Adolfo Celi) per a arrestar-lo, però s'està celebrant una festa i no sols no pot complir amb el seu deure, sinó que és tan sensible al poder que acaba actuant com a cambrer de la seva esposa (Senta Berger).
- Il personaggio del giorno (periodisme de recerca): un periodista segueix durant un dia la vida de Menelao Guardabassi (Tognazzi), un jubilat milanès obligat a recórrer als més diversos recursos per a sobreviure amb la seva miserable pensió de 32.000 lires mensuals, però que sempre diu no tenir res de què queixar-se, almenys fins que el periodista nomena l'existència dels filets, la qual cosa torna boig.
- Il Disgraziometro (programa de concursos): en un cínic joc de premis on el guanyador és el que sofreix el major nombre de desgràcies. Dels tres competidors, el primer declara haver rebut mil milions de lires i haver-les perdut al tren, i és desqualificat perquè és un "ximple", no un desafortunat. La segona afirma ser una "vídua verge". No obstant això, el tercer competidor guanya i s'electrocuta quan pressiona el botó en la seva cabina.
- Il Santo Soglio (telesèrie): en el segle xvi, els cardenals Piazza Colonna i Canareggio estan disposats a fer qualsevol cosa per a ascendir al tron papal; el segon fins i tot va enverinar al cardenal Pizzuti, l'últim Papa. Després d'intentar en va obtenir el vot del pobre i agonitzant Felicetto de li Caprettari (Nino Manfredi), durant el conclave obtenen el mateix nombre de vots i comencen a eliminar als cardenals que creuen haver fet costat a l'oponent, quedant sempre empatats. Per a detenir la matança, el cardenal Degà proposa triar a algú que no tingui molt temps de vida, un Papa de transició, i tots dos pensen immediatament en Felicetto de li Caprettari. Però quan s'anuncia la gran notícia al moribund, aquest revela que el seu estat de salut era només una ficció, duta a terme durant deu anys, d'acord amb un pla acuradament elaborat per a aconseguir aquest resultat. La seva primera acció com a pontífex és fer executar als dos cardenals que aspiraven a aquest càrrec.
- La cerimonia delle cariatidi: en la inauguració de l'Any Prejudicial, els màxims representants de l'Estat i de l'Església (inclòs el llavors president de la República Giovanni Leone), cardenals i soldats, homes molt ancians i maltractats, es deslliguen sobtadament ballant tarantel·la, al compàs de la cançó «Funiculì, funiculà».

El dia acaba amb un petó apassionat entre el director i el seu jove assistent.

## Repartiment
- Paolo Villaggio: prof. Schmidt / amfitrió del qüestionari
- Senta Berger: Senyora Palese
- Adolfo Celi: Vladimiro Palese
- Marcello Mastroianni: Paolo T. Fiume
- Ugo Tognazzi: general / Sr. Menelao Guardabassi, jubilat
- Vittorio Gassman: agent de la CIA / inspector Tuttunpezzo
- Nino Manfredi: Cardenal Felicetto de li Caprettari
- Gabriella Farinon: entrevistadora
- Monica Guerritore: assistent de Paolo
- Felice Andreasi: valet
- Andréa Ferréol: Hedwig
- Sergio Graziani: Cardenal Canareggio
- Mario Scaccia: Cardenal Piazza-Colonna
- Luigi Basagaluppi: secretari del cardenal Piazza-Colonna
- Franco Scandurra: cardenal degà
- Carlo Croccolo: qüestor
- Eros Pagni: comissari Pertinace
- Luigi Uzzo: agent de policia
- Gianfranco Barra: columna Nocella
- Renzo Marignano: entrevistador a Milà
- Franco Diogene: carnisser a Milà
- Angelo Pellegrino: periodista
- Camillo Milli: Capità La Patrulla
- Luca Sportelli: Honorable Lo Bove
- Nuccia Fumo: Senyora Cogitabondi
- Carlo Bagno: Senyor Macaluso
- Alberto Postorino: Senyor Crescenti
- Giovannella Grifeo: Marina, vall del qüestionari
- Lucretia Love: professora d'anglès
- Franco Angrisano: sergent de policia
- Giacomo Rizzo: càmera
- Franco Cremonini: episodi oficial General en retirada
- Edoardo Sala: ajudant del cardenal Canareggio

## Producció
- L'episodi Santo Soglio, dirigit per Luigi Magni i protagonitzat per Nino Manfredi, s'inspira en fets històrics reals: la mort sobtada del Papa Urbà VII que, després d'haver mort només 12 dies des del començament del seu pontificat, va fer sospitar a molts que havia estat enverinat; l'acerba lluita del cardenal Gasparo Contarini, que es va mostrar disposat a subornar i desfer-se dels seus rivals, per ascendir al tron durant el conclave que després va portar a l'elecció del papa Pau III; i, finalment, l'elecció dels Papes Sixt V i Gregori XIV que, segons la tradició, pretenien estar greument malalts per ser elegits Papa de transició per apaivagar el violentes disputes entre els cardenals electors per després, una vegada elegits, reclamar ser guarits miraculosament i, per tant, governar com a papes legítims.[4]
- A l'episodi dels pensionistes, quan Tognazzi va al consultori per posar-se una injecció, una senyora gran pregunta a un veí de la fila "Però qui és? Il federale!", com si reconegués l'ancià Tognazzi al paper que havia fet molts anys abans.
- La cançó temàtica animada del qüestionari Il disgraziometro, que es fa ressò de la de Rischiatutto, va ser creada per Sandro Lodolo.

## Banda sonora
- La banda sonora de la pel·lícula va ser publicada per RCA en format LP (RCA SP 8058).

## Recepció
Per al Diccionari Mereghetti, es tracta d'una sàtira que pretenia ser despietada i que "de fet continua raspant, encara que els episodis siguin de diversos nivells". Pera al Diccionario Morandini, la pel·lícula, malgrat els noms involucrats, "no [està] per sobre de la mitjana".
Alberto Pezzotta, aal Corriere della Sera, en presentar l'edició en DVD de la pel·lícula més de trenta anys després de la seva estrena als cinemes, la defineix com "una sàtira violenta del bell país de l'època", un cinema "puntual, valent i provocatiu" per a lamentar.